# Cupa Moldovei la fotbal feminin
Cupa Moldovei la fotbal feminin este o competiție sportivă organizată de Federația Moldovenească de Fotbal deschisă participării cluburilor afiliate FMF și celor afiliate. Această competiție se dispută în fiecare an începând cu 1997.

## Finalele Cupei Moldovei
| Sezon | Campion                | Rezultat       | Vicecampion            |
| ----- | ---------------------- | -------------- | ---------------------- |
| 1997  | Codru Chișinău         | 2–0            | Făclia Anenii Noi      |
| 1998  | Făclia Anenii Noi      | 1–1 (5–4 pen.) | Constructorul Chișinău |
| 1999  | Constructorul Chișinău | 6–1            | Făclia Anenii Noi      |
| 2000  | Tiras Tiraspol         | 2-0            | Făclia Anenii Noi      |
| 2001  | Codru Anenii Noi       | 5-0            | Făclia Chișinău        |
| 2002  | Codru Anenii Noi       | 5-0            | Gloria Chișinău        |
| 2004  | Codru Anenii Noi       | 5-0            | Green Team Chișinău    |
| 2005  | Codru Anenii Noi       | 3-0            | Narta Chișinău         |
| 2006  | Narta Chișinău         | 3-0            | Moldova Mândrești      |
| 2007  | FC Narta Chișinău      | 2-0            | Mândrești Telenești    |
| 2008  | FC Narta Chișinău      | 2-1            | FC Roma Puhăceni       |
| 2009  | Narta Chișinău         | 1–0            | FC Roma Puhăceni       |
| 2010  | FC Alga Tiraspol       | 1–1 (6–5 pen.) | FC Roma Puhăceni       |
| 2011  | FC Goliador Chișinău   | 1–0 a.e.t.     | UTM Chișinău           |
| 2012  | CS Noroc Nimoreni      | 10–1           | FC Olimpia Bălți       |
| 20123 | FC Alga Tiraspol       | 1–1 (4-3 pen.) | FC Goliador Chișinău   |
| 2014  | Noroc Nimoreni         | 2–1            | Narta Chișinău         |
| 2015  |                        |                |                        |

## Cupe pe echipe
| Echipă                 | Titluri | Anii                   |
| ---------------------- | ------- | ---------------------- |
| Codru Anenii Noi       | 4       | 2001, 2002, 2004, 2005 |
| Narta Chișinău         | 4       | 2006, 2007, 2008, 2009 |
| Noroc Nimoreni         | 2       | 2012, 2014             |
| Alga Tiraspol          | 2       | 2010, 2013             |
| Goliador Chișinău      | 1       | 2011                   |
| Codru Chișinău         | 1       | 1997                   |
| Făclia Anenii Noi      | 1       | 1998                   |
| Constructorul Chișinău | 1       | 1999                   |
| Tiras Tiraspol         | 1       | 2000                   |

## Legături externe
- Cupa Moldovei pe site-ul Arhivat în 4 martie 2016, la Wayback Machine. FMF